# Субарктичний клімат

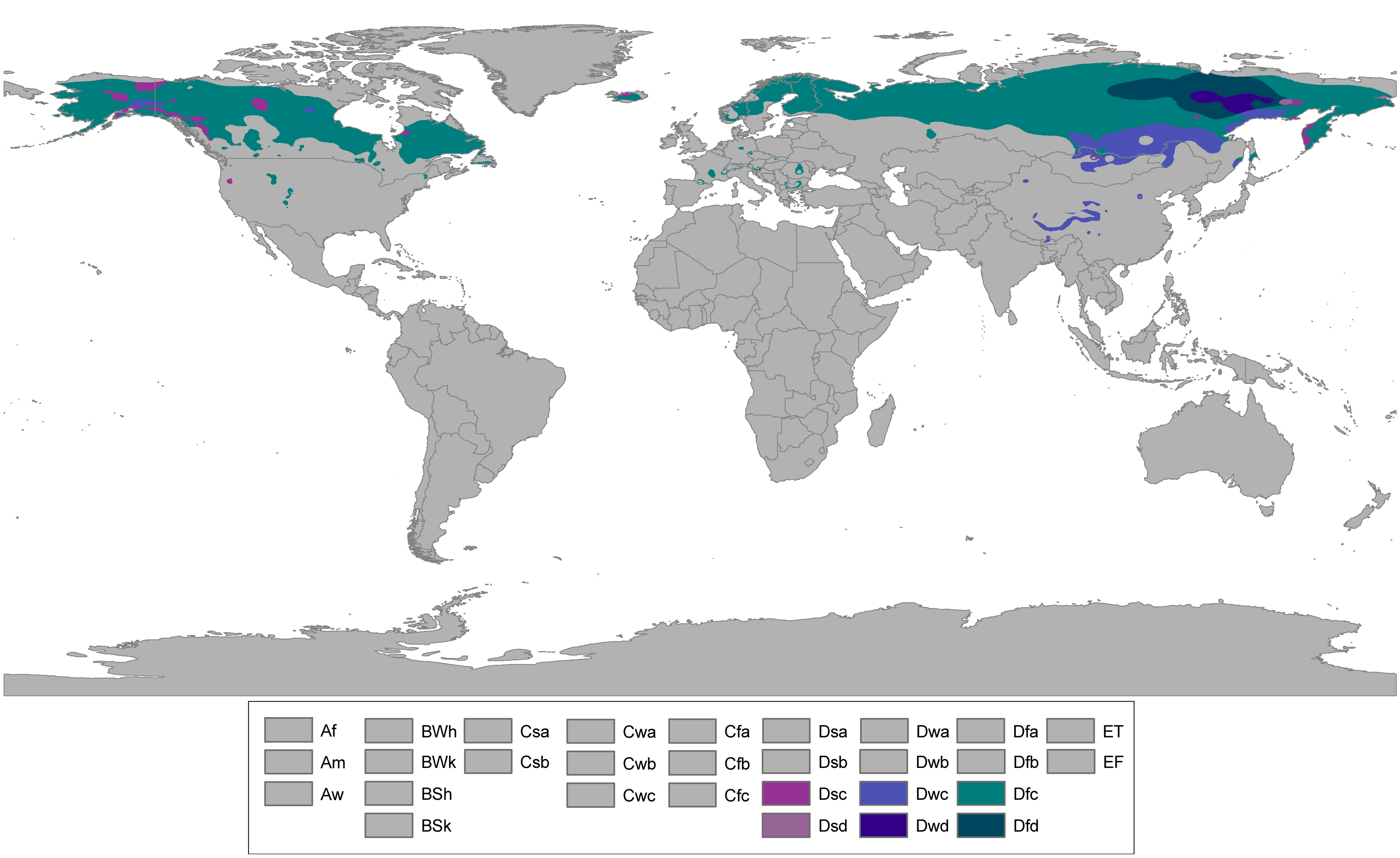
Субарктичний клімат на мапі (за Кеппеном):

| Dsc Dsd |  | Dwc Dwd |  | Dfc Dfd |

Субарктичний клімат — тип клімату, характерний для субполярних районів Землі: зона тундри і лісотундри (за Алісовим) або тайги (за Кеппеном). Клімат із чітко визначеними сезонами року — сніжною зимою та коротким теплим літом. У регіонах субарктичного клімату переважають ландшафти тайги та мішаних лісів.

## Види
Види субарктичного клімату згідно класифікації Кеппена — Dfc, Dwc, Dfd і Dwd. Всі види характеризуються вологими холодними показниками.
- Dfc — коротке прохолодне літо, період з середньомісячною температурою вище 10˚С менше 4 місяців; постійне зволоження протягом року.
- Dwc — коротке прохолодне літо, період з середньомісячною температурою вище 10˚С менше 4 місяців; сухий сезон влітку.
- Dfd — літо схоже з «с», дуже холодна зима, середня температура найхолоднішого місяця -38˚С; постійне зволоження протягом року.
- Dwd — літо схоже з «с», дуже холодна зима, середня температура найхолоднішого місяця -38˚С; сухий сезон влітку.